# German Apuchtin
German Nikolaevič Apuchtin (in russo Герман Николаевич Апухтин?; Mosca, 12 giugno 1936 – 2003) è stato un calciatore sovietico, dal 1991 russo. Campione europeo con la Nazionale sovietica nel 1960.

## Carriera

### Club
Debuttò nel Lokomotiv Mosca nel 1956, dopo avervi giocato nelle giovanili; dopo 3 reti in 17 presenze, si trasferì al CSKA Mosca, con cui vinse per due volte consecutive (1958 e 1959) la classifica dei marcatori del campionato sovietico di calcio; nel 1958 e nel 1964 giunse con il suo club al terzo posto in classifica. Nel 1965 si trasferì all'SKA Novosibirsk, dove rimase per una sola stagione; nel 1968 terminò la sua carriera con il Metallurg Lipetsk, dopo un'esperienza all'SK Odessa l'anno precedente.

### Nazionale
Con la nazionale di calcio dell'Unione Sovietica vinse il campionato d'Europa 1960 senza giocare una partita, accumulando 5 presenze nel corso della sua carriera internazionale, partecipando anche al mondiale di Svezia 1958.

## Palmarès

### Nazionale
- Campionato d'Europa: 1

1960